# Beyla (Präfektur)

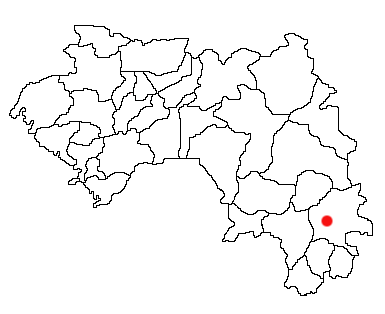
Lage von Stadt und Präfektur Beyla in Guinea

Beyla ist eine Präfektur in der Region Nzérékoré in Guinea mit etwa 187.000 Einwohnern. Wie alle guineischen Präfekturen ist sie nach ihrer Hauptstadt, Beyla, benannt, die im Jahr 1996 11.566 Einwohner hatte. 

## Geographie
Die Präfektur liegt im Südosten des Landes, an der Grenze zur Elfenbeinküste, und umfasst eine Fläche von 17.452 km². Eine Hauptstraße durchquert die Präfektur von Nzérékoré im Süden nach Kankan im Norden. Bei Bounoudou im Westen befindet sich eine Diamantmine und im Südwesten liegen die Hügelzüge mit den riesigen Eisenvorkommen von Simandou.

## Geschichte
Beyla wurde von Dyula-Händlern im 13. Jahrhundert für den Sklavenhandel und den Verkauf von Kolanüsse gegründet. Heute ist das Zentrum für die Ethnie der Konianke, die teilweise zu den Malinke gezählt werden. Es werden vorwiegend Reis, Vieh, Tabak, Kaffee und Palmöl umgeschlagen. Die Stadt umfasst zudem ein Spital und eine Fabrik für Tabak und Zündhölzer.